# C18orf32
C18orf32 (англ. Chromosome 18 open reading frame 32) – білок, який кодується однойменним геном, розташованим у людей на довгому плечі 18-ї хромосоми. Довжина поліпептидного ланцюга білка становить 76 амінокислот, а молекулярна маса — 8 669.
| 10         |  | 20         |  | 30         |  | 40         |  | 50         |
| ---------- |  | ---------- |  | ---------- |  | ---------- |  | ---------- |
| MVCIPCIVIP |  | VLLWIYKKFL |  | EPYIYPLVSP |  | FVSRIWPKKA |  | IQESNDTNKG |
| KVNFKGADMN |  | GLPTKGPTEI |  | CDKKKD     |  |            |  |            |

A: Аланін

C: Цистеїн

D: Аспарагінова кислота

E: Глутамінова кислота

F: Фенілаланін

G: Гліцин

I: Ізолейцин

K: Лізин

L: Лейцин

M: Метіонін

N: Аспарагін

P: Пролін

Q: Глутамін

R: Аргінін

S: Серин

T: Треонін

V: Валін

W: Триптофан